# Millwood (Caroline du Sud)
Pour les articles homonymes, voir Millwood.
Millwood est une census-designated place située dans le comté de Sumter, dans l’État de Caroline du Sud, aux États-Unis. Lors du recensement de 2000, elle comptait 885 habitants.